# Southampton (Bermuda)
Southampton is een van de negen parishes van Bermuda. 